# 宇佐市親子強盗殺人事件
宇佐市親子強盗殺人事件（うさしおやこごうとうさつじんじけん）は、2020年（令和2年）2月2日夜に日本の大分県宇佐市安心院町荘にあった住宅で発生した強盗殺人事件。現場となった住宅に住んでいた女性A（当時79歳）とAの長男B（当時51歳）が殺害された。安心院町親子強盗殺人事件、大分強盗殺人事件とも呼ばれる。
大分県大分市に在住していた会社員の男S（当時35歳）が被疑者として逮捕、被告人として起訴されたが、Sは事件への関与を一貫して否定し、「プロレスマスクをかぶったユーチューバーを送迎した」と供述した。2024年（令和6年）7月、大分地方裁判所は裁判員裁判で被告人Sを犯人と認定し、Sを死刑とする有罪判決を言い渡し、Sの弁護側は控訴したが、福岡高等裁判所も2025年（令和7年）8月、Sの控訴を棄却する判決を言い渡した。

## 概要
2020年2月2日、大分県宇佐市安心院町の住宅で、住人の親子2人が殺害され、現金が奪われる事件が発生した。被疑者として逮捕された大分市の会社員の男S（当時35歳）は強盗殺人などの罪で起訴された。
Sは一貫して事件への関与を否認して無罪を主張。検察がSの車から被害者のDNA型と一致する血痕が検出された他、Sが所有していたものと酷似する靴の足跡が現場に残されていたことなどを証拠とし、Sに死刑を求刑、これに対し弁護側は「被告人は事件の2日前に覆面の男たちから動画撮影への協力を依頼された。男たちから指示を受けて行動し、真犯人に陥れられた」として無罪を主張し、検察に反論した。大分地方裁判所の裁判員裁判はSに死刑判決を下し、弁護側は即日控訴した。

## 事件の経過

### 事件2日前のSの行動
2020年1月31日、Sは、16時45分ごろに職場を退社すると、自分の車（以下、本件車両）を運転して大分県中津市内のアウトレット店でジャンパーを買い、17時56分ごろ、妻に連絡し30分ほど仮眠することを伝えた。
その後、本件車両は、18時4分ごろから19時18分ごろまでの間A方から2.9キロメートル離れたところにある駐車場（以下、本件駐車場）に存在した後、A方から約250メートルの地点とA方から約550メートルの地点に存在していたことが確認されている。この間の19時18分ごろから20時36分ごろまでの間、本件車両は移動していたが、Sのスマートフォンは本件駐車場に残されたままであったことが確認されている。 このスマートフォンと本件車両の位置関係は、事件当日と同一であり、Sのこれらの行動が、A方周辺の下見やスマートフォンの位置情報を利用したアリバイ工作を図ったもの「とも評価できる」と一審判決は指摘している。
Sは、21時46分ごろ、本件車両に乗って大分市の量販店に立ち寄り、靴を購入して帰宅した。本事件発覚後の捜査で、この時Sが購入した靴と酷似した運動靴の痕が事件現場で発見された。この靴はSの自宅と本件車両で行われた捜索で発見されておらず、 Sが2月4日に5足以上の靴が入った袋を捨てていることが確認されていることから、一審判決は、Sが事件の2日前に買った靴を事件の2日後に捨てたことが「合理的に推認できる」としている。

#### Sの公判供述
勤務先からの帰宅途中、本件駐車場に本件車両を停めて仮眠をとっていると、プロレスマスクをかぶったユーチューバーを名乗る男Xから撮影に協力してほしいとして送迎を依頼された。Sは、Xの動画に出演することができ、子供も喜ぶと考え、了承した。Xから撮影代として2万円を受け取り、「撮影に使うカメラにノイズが走るのを防ぐため」というXの指示に従ってSはスマートフォンを本件駐車場に置いたまま、Xを本件車両に乗せて指示された場所まで送り届け、Xの指示に従って本件車両の鍵をXに渡し、その場で待機した。その後戻ってきたXからトラブルにより撮影できなかったことを告げられ、2月2日に行う撮影に協力することを依頼された。また、Xを本件駐車場まで送る過程で靴一足を買うことを依頼され、了承したSは、21時46分ごろ、本件車両に乗って大分市の量販店に立ち寄り、靴を購入して帰宅した。

### 事件発生
2月2日19時22分ごろから19時56分の間に、犯人は大分県宇佐市安心院町のA方に侵入、A（当時79歳女性）に対し頸部や頭部等を、Aの長男B（当時51歳男性）に対し左右肩甲上部や頸部等をそれぞれはさみや菜切り包丁で多数回突き刺して殺害、少なくとも5万4000円を盗んだ。
被害者の最終生存確認日時は、Aが事件当日の2月2日11時ごろ、Bが同日19時35分ごろで、死亡推定時刻が同日18時30分ごろから翌3日の1時ごろまでの間とされる。固定電話の受話器には血痕が付着しており、19時56分に番号「1」のみが入力されて発信されている。一審判決は、これらから遅くとも19時56分ごろには、犯人はA方におり、被害者が犯人を認識、あるいは襲われたため、警察や消防などの「1」から始まる緊急電話への通報を試みたものの、果たせなかったと推認している。

#### 確認されている事件当日のSの行動
事件当日の17時18分ごろ、Sは本件車両を運転して自宅を出た。本件車両は、19時6分ごろまで本件駐車場の南方700メートル付近に存在した後、19時22分ごろから22時20分ごろまでの間A方から550メートルの地点にあった。 Sのスマートフォンは19時7分ごろから22時21分ごろまでの間は本件車両から離れて本件駐車場に存在していた。23時52分ごろ、Sは本件車両に乗って大分県由布市内のコインランドリーに立ち寄り、翌3日0時9分ごろ、妻に電話して帰宅した。

#### Sの公判供述
2月2日、Sは本件車両を運転してXに指定された空き地に指定された18時20分に到着した。待っているとXがプロレスマスクをかぶった男Y、Zを連れて現れた。XはYとZを紹介すると、Sの頭を抱え込んでXの着衣にSの顔を擦り付けた。また、YはSをヘッドロックしてSの頭をこすって「髪をもらった」などと言った。SはX達から空き地にスマートフォンを置いていくよう言われたが、Sはこれを断り、本件駐車場に置くことを提案してX達の了解を得た。SはXを本件車両に乗せて、本件駐車場に立ち寄ってスマートフォンを置き、Xを1月31日と同じ場所に送り届けて、Xに車の鍵を渡して、そのままその場で仮眠をとった。
その後、Xは、サーキット場で車が観客にぶつかる事故があって撮影ができなかったと言って戻ってきた。Xは、事故で負傷した人物の飛び散った血液や散乱したものを片付けてその一部を本件車両のトランクに入れたとSに語った。SはXを乗せて本件車両を運転して本件駐車場に戻り、スマートフォンを回収、妻と連絡をとった。その後SはXの案内に従って運転し、トランク内のゴミの処分を依頼された。トランクの中を確認すると、血液が付着した衣類や5足以上の靴が入った袋が4から6袋ほどあり、衣類の中にS自身のジャンパーに似たものが入っていたため、「なんで俺の服？」とSはつぶやいたが、Xは何も言わなかった。Sが手に付着した血液を拭くために運転席に戻ると、Xが Yらに「共犯やな」と言った。Sは、Xらと別れ、車内に置かれた封筒の中に入っていた10万数千円を謝礼と考えて自身の財布に入れ、コインランドリーに立ち寄ってトランクのゴミを洗濯して、その後4日までの間にごみ収集所に捨て、本件車両内を掃除するために掃除道具を購入するなどした。

### 事件発生後
2月3日11時ごろ、Ａ方のダイニングで死亡しているAと、台所で死亡しているBを安否確認に訪れた警察官が発見した。Aの遺体には頸部や頭部に合計50個以上の刺切創等が、Bの遺体には左右肩甲上部や頸部等に合計60個以上の刺切創等が見られ、Bの後頭部には箸が、背部には千枚通しの針が刺さっていた。ダイニングにあった掃除機は、本体、カップカバー、ダストカップが散乱しており、ヘッド部分は見当たらなかった。ダストカップからはAまたはBの血痕が付着した人毛が採取された。このことから一審判決は犯人が犯行後に掃除機をかけて「罪証隠滅工作を図った」と推認している。
同日、Sは自身名義の2つの銀行口座に2万円ずつ入金、また、167万円余借入している消費者金融に1万4千円を返済した。一方で、Sは同日に母親に家賃7万円の援助を願い出るメッセージを送信した。
また、Sはインターネットで「宇佐警察署」や「宇佐市　ニュース　速報」と検索して「宇佐警察署」や「宇佐新聞ーー大分のニュースなら」などのサイトを閲覧、また「殺人犯が捕まるまで」「宇佐市　事件」などと検索して本事件現場から男女2人の遺体が見つかったことを報じるニュースや「宇佐警察署からのお知らせ」などのサイトを閲覧した。翌4日、ガソリンスタンドで本件車両を清掃した後、「血液　車　落とすには」と検索して、「車のシートに血液などの汚れ・シミがついた時の染み抜きの方法」などのサイトを閲覧した。
2月4日から6日にかけ、Sは上司と妻に「1月31日と事件当日、プロレスマスクをかぶった男達に本件車両を貸し、自身は本件駐車場に待機していた」と話し、警察にこのことを相談するよう勧められたSは警察に同内容の説明をした。事件直後にSの事情聴取をした警察官は一審公判で、Sが「プロレスマスクの男からハサミを渡されたが、血が付いていなかったと説明していた」「被告人は興奮した様子でハサミも凶器になると話していた」と証言した。本事件の凶器には包丁やハサミなどが使用されていたが、この時点では公表されていなかった。
2月9日、本件車両のトランクからAの血液等が採取された。

#### Sの公判供述
3日、Xらから受け取った現金のうち5万4千円を入金するなどした。また、Xが言っていた「事故」のことが気になって検索したり、Xらが大量殺人に関与したのではないかと不安になり、殺人事件に関する検索をしたりした。

### 逮捕・起訴
2021年10月15日、大分県警察はSを強盗殺人の疑いで逮捕した。A方からは複数の土足痕が見つかっていたが、大分県警は単独犯とみている。防犯カメラの映像や、現場付近を通行した車両からドライブレコーダーの提出を受けて映像を解析するなどしたところ、本件車両が確認されたという。
11月5日、大分地方検察庁はSを強盗殺人と住居侵入の罪で起訴した。

## 刑事裁判
被告人Sは刑事裁判で一貫して無罪を主張しており、Sの犯行を裏付ける直接証拠もないため、事件の真相は2025年8月時点でも解明されていない。

### 第一審
2024年3月11日、大分地方裁判所は被告人Sに対する第一審公判を同年5月から裁判員裁判で開くと決定した。ここに至るまでに争点や証拠の整理を行う公判前整理手続が16回実施され、2年以上が費やされた。大分地裁で2年以上かけて公判前手続が行われたのは初めてだという。
被告人Sは、初公判の罪状認否で「僕は全てやっていません。犯人ではありません」、被告人質問で「証拠の全てに目を通して信じてほしい。僕は犯人ではありません」、検察からの死刑求刑を受けた最終意見陳述で「この法廷でうそはありません。犯人がとても憎い。僕は犯人ではありません」「無実の人間が犯人として仕立て上げられている現実に恐怖しかない。僕は犯人ではありません」と、一貫して無罪を主張していた。
またSは、被告人質問で、「事件当日に現場近くまでプロレスマスクの男を送迎した」ことを新たに証言。「車を貸した」から供述内容が変わったことを検察から問われたSは、「男から報復と自分の関与を疑われると思ったから」と説明した。被害者参加人として被害者遺族の男性がAとBについてSに質問すると、Sは「悲しい事件だが、遺族が本当の犯人を目の当たりにしていないことが不幸で残酷な事実だと思っている。証拠の1つ1つに目をつむらず、ちゃんと見てほしい」と答えた。
検察は、160万円を超える消費者金融からの借入があったSが、その返済資金に充てるため、本件駐車場にスマートフォンを放置するなどしてアリバイ工作を図った上で本件犯行を実行、複数人の犯行に見せかけるためにA方にあった4種類の履き物で足跡を残したと主張していた。また、検察は本件車両のトランクからAの血痕が発見されたこと、現場に残された足跡の一つがSが事前に購入していた靴と一致していたことを指摘した。
同年6月17日に論告求刑公判が開かれ、大分地検の検察官は被告人Sに死刑を求刑した。大分地裁における刑事裁判での死刑求刑事例は杵築市山香町夫婦殺傷事件の被告人（犯行時19歳・2005年1月に求刑）以来約19年半ぶりであり、裁判員制度下における同地裁での死刑求刑事例としては本事件が初であった。

#### 死刑判決
2024年7月2日に判決公判が開かれ、大分地裁（辛島靖崇裁判長）は、求刑通り被告人Sに死刑を言い渡した。大分地裁での死刑判決は1980年以来で、裁判員裁判では初めて。
辛島裁判長は、被告人の車のトランクから被害者の血液が採取されたことや、現場に残された足跡と被告人の靴の特徴が酷似していることなどから、被告人が犯人であると優に認められると指摘した。
また、Sの供述については、「夜間で暗く、人気のない本件駐車場で、プロレスマスクをかぶった見ず知らずの男からいきなり声をかけられるという不審を抱き得る状況でありながら、特に警戒するそぶりも見せず、その場で依頼に応じ」るなど、「あまりに不自然、不合理であって、およそ了解し難い」とした。また、Sの供述を前提として考えると、Xらが無関係のSを事件に巻き込み、何ら口止めや脅迫等もせずに犯行の重要な証拠となりかねない血痕が付着した衣服をSに処分させたことになり、Sが警察に相談するなどして事件が発覚するリスクを増大させることになることから、犯人の行動として不自然で不合理であるとした。
量刑については、多額の借金を抱えながら、妻や両親などに相談せず、相談すれば援助を得ることが可能であったにもかかわらず、それをせずに場当たり的な生活をした末に本件犯行を犯したと指摘、「自己中心的で身勝手な動機に酌量の余地はない」とした。また、A方に侵入後、Aと遭遇した際に逃亡することも可能であったはずであるのに、口封じのためにAを殺害し、その後帰宅したBも殺害したことについて「かかる意思決定は強い社会的非難に値する」とした。犯行後についても種々の罪証隠滅行為や、公判における弁解など「反省の態度を示していないのであって、犯行後の事情に何ら酌量すべき点がない」とした。以上から、「死刑を選択することは真にやむを得ない」とされた。
Sの弁護人は「想定していた中でも最悪の判決だった。裁判所は被告人が有罪だという先入観を持って証拠を評価したと受け止めざるをえない」とコメントし、即日控訴したことを明かした。

### 控訴審
福岡高等裁判所（平塚浩司裁判長）における控訴審の初公判は、2025年（令和7年）6月18日に開かれた。同日の公判で、弁護人は第一審と同様にSは無罪であると主張し、新たに7点の証拠調べを行うよう請求したが、高裁はすべて却下した。一方の検察官も被害者参加制度を利用して遺族2人に陳述を行わせるよう求めたが、高裁はそちらも却下し、公判は開廷から約10分で閉廷、即日結審した。
2025年8月5日、福岡高裁（平塚浩司裁判長）はSの控訴を棄却する判決を言い渡した。同高裁は、被害者の血液がSの車から採取されたこと、またSの車が事件発生時、現場の北方550 m付近に駐車されていた点から、Sの犯人性を強く推認させるとした原判決の判断を支持した上で、現場に残った靴跡とSの購入した運動靴の形が似ている点、Sが事件後にインターネットで「殺人犯が捕まるまで」「血液 車 落とすには」などと検索していた事実、また経済的に困窮していたはずのSが事件翌日、原資不明の54000円を入金・返済していた点などから、Sが犯人であるとした原判決に不合理な点はなく、Sによる強盗の事実と認定できると評した。そして、当初から被害者の殺害を計画していたわけではないが、執拗で残酷な殺害方法に照らせば死刑という量刑はやむを得ないと結論づけた。同日、Sは最高裁判所へ上告した。